# 托羅斯湖
63°53′51″N 30°50′24″E / 63.89750°N 30.84000°E
托羅斯湖（俄语：Торосозеро），是俄羅斯的湖泊，位於該國西北部，由卡累利阿共和國負責管轄，長8.4公里、寬4公里，面積23.1平方公里，海拔高度175米，湖岸線長度43公里，集水區面積1,639平方公里，平均水深5.4米，最大水深18米。